# Служба финансового уполномоченного в России
Служба финансового уполномоченного создана для досудебного урегулирования споров потребителей финансовых услуг с финансовыми организациями.

## Институт финансового уполномоченного
В большинстве зарубежных юрисдикций институт финансового уполномоченного является самостоятельным и независимым органом рассмотрения споров между клиентами и оказывающими им услуги финансовыми организациями.
В отдельных европейских государствах, таких как Германия, Ирландия, Великобритания споры с небольшой суммой требований разрешаются путём обращения потребителей к финансовому (уполномоченному). Пример данных государств показывает, что такой подход к урегулированию споров упрощает взаимоотношения потребителя с финансовыми организациями, бережёт финансовые и временные ресурсы потребителей финансовых услуг и органов, осуществляющих контрольно-надзорную деятельность, даёт возможность избежать обращений в суд.
Основываясь на международной практике можно сказать, что внедрение института финансового омбудсмена существенно упрощает решение споров между финансовыми организациями и потребителями финансовых услуг, уменьшает общественную напряжённость, повышает защищённость потребителей на финансовом рынке.
В Российской Федерации решение о создании института финансового уполномоченного было принято в 2018 году путём издания специального закона. Принятый в России 4 июня 2018 года Закон «Об уполномоченном по правам потребителей финансовых услуг» № 123-ФЗ(далее — Закон) устанавливает правовой статус финансового уполномоченного, порядок деятельности Службы финансового уполномоченного, регулирует порядок рассмотрения финансовым уполномоченным обращений граждан, а также иные правовые отношения.
Финансовый уполномоченный согласно Закону рассматривает обращения потребителей в отношении услуг, оказываемых кредитными организациями, страховыми организациями, микрофинансовыми организациями, кредитными потребительскими кооперативами, ломбардами и негосударственными пенсионными фондами. Информация по срокам вступления Закона в силу в части финансовых организаций, обязанных взаимодействовать с финансовым уполномоченным, указана в разделе 3 статьи. Кроме того, к институту финансового уполномоченного могут в добровольном порядке присоединиться иные финансовые организации.

## Структура Службы финансового уполномоченного
Служба финансового уполномоченного состоит из:
- главного финансового уполномоченного и финансовых уполномоченных в сферах финансовых услуг;
- Совета службы финансового уполномоченного;
- службы обеспечения деятельности финансового уполномоченного;
- экспертного совета службы финансового уполномоченного.

### Финансовый уполномоченный
Должность финансового уполномоченного учреждена Законом для рассмотрения обращений потребителей финансовых услуг об удовлетворении требований имущественного характера, предъявляемых к финансовым организациям, оказавшим им финансовые услуги. Финансовый уполномоченный при осуществлении своих полномочий независим от органов государственной власти, органов местного самоуправления, Банка России и иных организаций, должностных лиц.
В соответствии с Законом финансовый уполномоченный рассматривает обращения потребителей финансовых услуг только в отношении финансовых организаций, обязанных взаимодействовать с финансовым уполномоченным, и финансовых организаций, взаимодействующих с финансовым уполномоченным на добровольной основе, если размер требований потребителя финансовых услуг о взыскании денежных сумм не превышает 500 тысяч рублей. Исключение составляют требования, вытекающие из нарушения страховщиком порядка осуществления страхового возмещения, установленного Федеральным законом от 25.04.2002 № 40-ФЗ «Об обязательном страховании гражданской ответственности владельцев транспортных средств», либо если требования имущественного характера связаны с заключением, исполнением или прекращением пенсионных договоров и (или) договоров об обязательном пенсионном страховании, которые рассматриваются финансовым уполномоченным независимо от размера требований потребителя финансовых услуг.
По результатам рассмотрения обращения потребителя финансовых услуг финансовый уполномоченный принимает решение о его полном или частичном удовлетворении или об отказе в его удовлетворении. В случаях, предусмотренных Законом, финансовый уполномоченный принимает решение о прекращении рассмотрения обращения потребителя финансовых услуг.
Решение финансового уполномоченного включает в себя вводную, мотивировочную и резолютивную части, должно быть обоснованным и соответствовать требованиям Конституции Российской Федерации, федеральных законов, иных нормативных правовых актов Российской Федерации, нормативных актов Банка России, принципам российского права, в том числе добросовестности, разумности и справедливости.
Решение финансового уполномоченного подлежит обязательному исполнению финансовой организацией. В случае неисполнения финансовой организацией вступившего в силу решения финансового уполномоченного в установленный срок финансовый уполномоченный на основании заявления потребителя финансовых услуг выдаёт удостоверение, являющееся исполнительным документом.
В случае несогласия с решением финансового уполномоченного финансовая организация вправе в течение десяти рабочих дней после дня вступления его в силу обратиться в суд для его обжалования.
Обжалование решения финансового уполномоченного со стороны потребителя финансовых услуг Законом не предусмотрено. В случае несогласия с решением финансового уполномоченного потребитель финансовых услуг вправе в течение тридцати дней после дня вступления его в силу обратиться в суд и заявить требования по предмету, содержащемуся в обращении, непосредственно к финансовой организации.
Деятельность финансового уполномоченного финансируется за счёт средств фонда финансирования деятельности финансового уполномоченного. В качестве финансового уполномоченного выступают:
1. Главный финансовый уполномоченный;
2. финансовые уполномоченные в сферах финансовых услуг.

Сферы финансовых услуг, для рассмотрения обращений в которых учреждаются должности финансовых уполномоченных, определяются Советом директоров Банка России.

#### Главный финансовый уполномоченный
Главный финансовый уполномоченный назначается Советом директоров Банка России по представлению Председателя Банка России, согласованному с Президентом Российской Федерации, сроком на пять лет. Одно и то же лицо может быть назначено на должность главного финансового уполномоченного не более трёх раз подряд.
Главный финансовой уполномоченный:
1. Осуществляет деятельность в рамках своих полномочий во всех сферах финансовых услуг;
2. Осуществляет координацию деятельности финансовых уполномоченных, рассматривающих обращения в отдельных сферах финансовых услуг;
3. Курирует и контролирует деятельность службы обеспечения деятельности финансового уполномоченного.

Решением Совета директоров Банка России главным финансовым уполномоченным с 3 сентября 2018 года назначен Воронин Юрий Викторович. Советом директоров Банка России принято решение продлить полномочия Воронина Юрия Викторовича в должности Главного финансового уполномоченного с 04.09.2023 года на 5 лет.

#### Финансовые уполномоченные в сферах финансовых услуг
Финансовые уполномоченные в сферах финансовых услуг назначаются Советом директоров Банка России по предложению главного финансового уполномоченного. Совет директоров Банка России вправе назначить нескольких финансовых уполномоченных, рассматривающих обращения в одной сфере финансовых услуг.
Финансовым уполномоченным в сфере страхования с 9 января 2019 года назначен Климов Виктор Владимирович. С 1 января 2021 года решением Совета директоров Банка России были расширены полномочия финансового уполномоченного Виктора Климова, которого назначили финансовым уполномоченным по правам потребителей финансовых услуг также в сферах кредитной кооперации, деятельности кредитных организаций, ломбардов и негосударственных пенсионных фондов. Советом директоров Банка России 15.12.2023 года принято решение продлить на 5 лет полномочия Климова Виктора Владимировича с 09.01.2024 года.
Уполномоченным по правам потребителей финансовых услуг в сферах страхования, микрофинансирования, кредитной кооперации и деятельности кредитных организаций с 19 августа 2019 года назначена Максимова (до августа 2021 — Никитина) Светлана Васильевна.
Финансовым уполномоченным в сферах страхования, микрофинансирования, кредитной кооперации и деятельности кредитных организаций с 9 сентября 2019 года был назначен Писаревский Евгений Леонидович.. 25 июня 2021 года Совет директоров Банка России по предложению главного финансового уполномоченного принял решение освободить Писаревского Е. Л. от занимаемой должности на основании его заявления в связи с переходом на другую работу.
Финансовым уполномоченным в сферах кредитной кооперации, деятельности кредитных организаций, ломбардов и негосударственных пенсионных фондов с 1 января 2021 года была назначена Савицкая Татьяна Михайловна. Советом директоров Банка России 15.12.2023 года принято решение расширить компетенцию финансового уполномоченного Савицкой Татьяны Михайловны, включив с 15.12.2023 года в её полномочия рассмотрение обращений потребителей финансовых услуг в сфере страхования.
Финансовым уполномоченным в сферах страхования, микрофинансирования, кредитной кооперации и деятельности кредитных организаций с 25 октября 2021 года был назначен Новак Денис Васильевич.

### Совет Службы
Совет службы финансового уполномоченного — коллегиальный орган, созданный в соответствии с Законом.
Совет службы финансового уполномоченного состоит из 15 членов, в число которых в соответствии с Законом входят:
- главный финансовый уполномоченный;
- один представитель экспертного совета службы финансового уполномоченного;
- пять представителей Банка России;
- три представителя Правительства РФ;
- один представитель саморегулируемых организаций в сфере финансового рынка, объединяющих страховые организации и иностранные страховые организации;
- два представителя ассоциаций (союзов) кредитных организаций;
- один представитель иных саморегулируемых организаций в сфере финансового рынка, члены которых являются финансовыми организациями, обязанными взаимодействовать с финансовым уполномоченным;
- один представитель саморегулируемых организаций в сфере финансового рынка, объединяющих негосударственные пенсионные фонды.

Члены Совета Службы осуществляют свои функции на безвозмездной основе. Информация о персональном составе Совета службы финансового уполномоченного размещается на сайте финансового уполномоченного.

### Служба обеспечения деятельности финансового уполномоченного (АНО «СОДФУ»)
Служба обеспечения деятельности финансового уполномоченного является автономной некоммерческой организацией, учреждённой Банком России.
Руководителем АНО «СОДФУ» решением Председателя Банка России назначена Крайнова Ольга Ивановна.
Служба обеспечения деятельности финансового уполномоченного осуществляет следующие функции:
- содействует главному финансовому уполномоченному и финансовым уполномоченным в сферах финансовых услуг в подготовке к рассмотрению обращений потребителей финансовых услуг;
- проверяет соответствие обращений требованиям Закона[2] и в случае несоответствия обращений указанным требованиям сообщает об этом потребителям финансовых услуг, направившим обращения, и даёт необходимые разъяснения;
- осуществляет сбор, обработку и хранение обращений, предоставляет информацию по указанным обращениям с использованием автоматизированных систем;
- управляет фондом финансирования деятельности финансового уполномоченного;
- осуществляет контроль за поступлением взносов финансовых организаций в фонд финансирования деятельности финансового уполномоченного;
- ведёт перечень финансовых организаций, организующих взаимодействие с финансовым уполномоченным на добровольной основе, и передаёт в Банк России сведения о финансовых организациях, включённых в данный перечень.

### Экспертный совет Службы
Экспертный совет службы финансового уполномоченного — это коллегиальный консультативный и совещательный орган, в задачи которого входит выработка рекомендаций в сфере деятельности финансового уполномоченного и защиты прав потребителей финансовых услуг.

Экспертный совет Службы:
 1) рассматривает актуальные вопросы деятельности финансового уполномоченного;
2) изучает практику осуществления деятельности финансового уполномоченного, вырабатывает рекомендации по рассмотрению обращений и разъяснению вопросов, возникающих при их рассмотрении, а также по обобщению практики рассмотрения обращений;
3) рассматривает проекты правовых актов, касающихся деятельности финансового уполномоченного;
 4) осуществляет иные полномочия, определённые положением об экспертном совете Службы, утверждаемым Советом Службы по представлению главного финансового уполномоченного.
 — ч. 4 ст. 12 Закона
Информация о персональном составе экспертного совета службы финансового уполномоченного размещается на сайте финансового уполномоченного.

## Направления деятельности
Служба финансового уполномоченного осуществляет функции по досудебному урегулированию споров между потребителями и финансовыми организациями, оказавшими им услугу.
Финансовый уполномоченный рассматривает обращения граждан только в отношении финансовых организаций, которые осуществляют с ним взаимодействие. Взаимодействие осуществляется как на обязательной, так и на добровольной основе.
Даты начала обязательного взаимодействия финансовых организаций с финансовым уполномоченным:
- с 1 июня 2019 года финансовый уполномоченный рассматривает обращения потребителей в отношении страховых организаций, которые осуществляют деятельность по ОСАГО, ДСАГО и страхованию средств наземного транспорта (кроме железнодорожного);
- с 28 ноября 2019 года финансовый уполномоченный рассматривает обращения потребителей в отношении всех страховых организаций (кроме организаций, которые осуществляют исключительно обязательное медицинское страхование);
- с 1 января 2020 года финансовый уполномоченный рассматривает обращения потребителей в отношении всех микрофинансовых организаций;
- с 1 января 2021 года финансовый уполномоченный рассматривает обращения потребителей в отношении кредитных организаций, ломбардов, кредитных потребительских кооперативов и негосударственных пенсионных фондов.

Перечисленные финансовые организации, согласно Закону, обязаны в указанные сроки организовать взаимодействие с финансовым уполномоченным. Реестр финансовых организаций, обязанных взаимодействовать с финансовым уполномоченным, ведёт Банк России.
Начиная с 03.12.2018 года любые финансовые организации вправе организовать взаимодействие с финансовым уполномоченным на добровольной основе. Финансовые организации, организовавшие взаимодействие на добровольной основе, включаются в Перечень организаций, который ведёт АНО «СОДФУ».
Перечень и Реестр размещены на официальном сайте финансового уполномоченного и Банка России.
Финансовый уполномоченный рассматривает имущественные требования потребителей финансовых услуг, не превышающие 500 тысяч рублей (по договорам ОСАГО и по спорам с негосударственными пенсионными фондами (НПФ) — без ограничений по сумме требований).
Финансовый уполномоченный рассматривает обращения потребителей — физических лиц, которым оказана финансовая услуга в целях, не связанных с осуществлением ими предпринимательской деятельности. Финансовый уполномоченный также рассматривает обращения третьих лиц, которым уступлено право требования потребителя финансовых услуг к финансовой организации.
С 11.12.2023 года финансовый уполномоченный рассматривает требования в отношении НПФ о возврате предыдущему страховщику по обязательному пенсионному страхованию средств пенсионных накоплений в связи с незаключением договора об обязательном пенсионном страховании на том основании, что заявление застрахованного лица о переходе из Фонда пенсионного и социального страхования Российской Федерации в НПФ или из одного НПФ в другой и (или) договор об обязательном пенсионном страховании подписаны не потребителем финансовых услуг или его представителем, и при этом такое обращение направлено финансовому уполномоченному до установления потребителю накопительной пенсии, срочной пенсионной выплаты и (или) единовременной выплаты средств пенсионных накоплений (далее — споры, связанные с неправомерным переводом пенсионных накоплений).
Финансовый уполномоченный не рассматривает обращения по вопросам, связанным с компенсацией морального вреда и возмещением убытков в виде упущенной выгоды, а также по некоторым иным вопросам, прямо указанным в статье 19 Закона.
Обращение финансовому уполномоченному может быть направлено в электронном виде через личный кабинет потребителя на официальном сайте финансового уполномоченного или через портал Госуслуг либо на бумажном носителе. Рассмотрение обращений происходит в заочной форме (без присутствия сторон) на основании предоставленных документов. По решению финансового уполномоченного рассмотрение обращения может быть произведено в очной форме.
Службой обеспечения деятельности финансового уполномоченного организовано дистанционное взаимодействие с потребителями и финансовыми организациями:
- для организации взаимодействия на сайте финансового уполномоченного созданы и используются личный кабинет потребителя[39] и личный кабинет финансовой организации[40];
- реализовано электронное взаимодействие между потребителем и финансовым уполномоченным при направлении обращения посредством заполнения типовой формы на сайте финансового уполномоченного или на портале Госуслуг[41];
- стороны спора информируются об изменении статуса рассмотрения обращения посредством личных кабинетов, а также при помощи sms и/или e-mail сообщений;
- создан и функционирует контактный центр, где можно, в том числе, узнать статус рассмотрения своего обращения[42];
- на сайте финансового уполномоченного созданы разделы информационно-просветительского характера «Финансовое просвещение»[43] , «База знаний для потребителей финансовых услуг»[44] и «Дневник финансового уполномоченного»[45];
- на личном приеме онлайн (осуществляется в режиме видеосвязи) уполномоченные сотрудники АНО «СОДФУ» консультируют по вопросам подачи и рассмотрения обращений потребителей финансовых услуг[46].

Финансовый уполномоченный рассматривает обращение потребителя финансовых услуг и принимает по нему решение в течение пятнадцати рабочих дней (для лиц, которым уступлено право требования потребителя финансовых услуг к финансовой организации — в течение тридцати рабочих дней). По спорам, связанным с неправомерным переводом пенсионных накоплений, — в течение двадцати рабочих дней.
Решение финансового уполномоченного подлежит обязательному исполнению финансовой организацией в срок, указанный в решении. Согласно Закону, срок исполнения решения финансового уполномоченного не может быть менее десяти рабочих дней после дня вступления в силу данного решения и не может превышать тридцать календарных дней после дня вступления в силу данного решения.

## Результаты деятельности
Служба обеспечения деятельности финансового уполномоченного осуществляет приём обращений потребителей финансовых услуг в отношении страховых организаций, а с 2020 года начала приём обращений в отношении микрофинансовых организаций.
С 1 января 2021 года служба обеспечения деятельности финансового уполномоченного начала приём обращений потребителей по спорам с кредитными потребительскими кооперативами, негосударственными пенсионными фондами, ломбардами и кредитными организациями.
Таблица 1. Динамика обращений, по годам
| Год  | Количество обращений в АНО «СОДФУ» | Форма подачи обращения | Форма подачи обращения | Средний размер требований, тыс.руб | Принято решений финансовым уполномоченным по существу спора | Источники            |
| Год  | Количество обращений в АНО «СОДФУ» | электронно             | письменно              | Средний размер требований, тыс.руб | Принято решений финансовым уполномоченным по существу спора | Источники            |
| ---- | ---------------------------------- | ---------------------- | ---------------------- | ---------------------------------- | ----------------------------------------------------------- | -------------------- |
| 2019 | 91 359                             | 70,3 тыс. (77 %)       | 21,1 тыс. (23 %)       | 210,6                              | 30 909                                                      | [ 52 ] [ 53 ] [ 54 ] |
| 2020 | 187 386                            | 150,9 тыс. (81 %)      | 36,5 тыс. (19 %)       | 207,9                              | 98 798                                                      | [ 55 ] [ 56 ] [ 57 ] |
| 2021 | 179 911                            | 131,1 тыс. (73 %)      | 48,8 тыс. (27 %)       | 200,7                              | 96 505                                                      | [ 58 ] [ 59 ]        |
| 2022 | 153 168                            | 85,6 тыс. (56 %)       | 67,5 тыс. (44 %)       | 215,8                              | 104 915                                                     | [ 60 ] [ 61 ]        |
| 2023 | 134 213                            | 70,9 тыс. (53 %)       | 63,3 тыс. (47 %)       | 227,2                              | 85 507                                                      | [ 62 ] [ 63 ]        |

Таблица 2. Динамика обращений, по годам и видам
| Год  | Тематика обращений                           | Тематика обращений                                                  |
| Год  | Виды финансовых организаций                  | Услуга с преобладающей долей обращений                              |
| ---- | -------------------------------------------- | ------------------------------------------------------------------- |
| 2019 | Страховые организации — 91,4 тыс. обращений  | ОСАГО — 87 тыс. обращений                                           |
| 2020 | Страховые организации — 185,5 тыс. обращений | ОСАГО — 155,4 тыс. обращений                                        |
| 2020 | МФО — 834 обращения                          | микрозаймы — 831 обращение                                          |
| 2021 | Страховые организации — 161,6 тыс. обращений | ОСАГО — 123,4 тыс. обращений                                        |
| 2021 | Кредитные организации — 14,2 тыс. обращений  | потребительское кредитование — 10,2 тыс. обращений                  |
| 2021 | МФО — 1,7 тыс. обращений                     | микрозаймы — 1,5 тыс. обращений                                     |
| 2021 | КПК — 818 обращений                          | инвестиции — 803 обращения                                          |
| 2021 | НПФ — 73 обращения                           | обязательное пенсионное страхование — 27 обращений                  |
| 2021 | Ломбарды — 14 обращений                      | займы — 12 обращений                                                |
| 2022 | Страховые организации — 135,1 тыс. обращений | ОСАГО — 106,0 тыс. обращений                                        |
| 2022 | Кредитные организации — 13,8 тыс. обращений  | потребительское кредитование — 10,2 тыс. обращений                  |
| 2022 | МФО — 2,2 тыс. обращений                     | микрозаймы — 1,4 тыс. обращений                                     |
| 2022 | КПК — 626 обращений                          | инвестиции — 609 обращений                                          |
| 2022 | НПФ — 111 обращений                          | обязательное пенсионное страхование — 67 обращений                  |
| 2022 | Ломбарды — 20 обращений                      | займы — 15 обращений                                                |
| 2023 | Страховые организации — 117,6 тыс. обращений | ОСАГО — 93,4 тыс. обращений                                         |
| 2023 | Кредитные организации — 13,3 тыс. обращений  | кредитование — 8,2 тыс. обращений                                   |
| 2023 | МФО — 1,8 тыс. обращений                     | микрозаймы — 1,3 тыс. обращений                                     |
| 2023 | КПК — 211 обращений                          | привлечение личных сбережений пайщиков (инвестиции) — 194 обращения |
| 2023 | НПФ — 192 обращения                          | обязательное пенсионное страхование — 122 обращения                 |
| 2023 | Ломбарды — 13 обращений                      | займы — 6 обращений; хранение — 6 обращений                         |